# Monopholis
Monopholis là một chi thực vật có hoa trong họ Cúc (Asteraceae).

## Loài
Chi Monopholis gồm các loài: